# ديفيد إليس
ديفيد إليس (بالإنجليزية: David Ellis)‏ (2 مارس 1900 بكيركالدي في المملكة المتحدة - ) هو لاعب كرة قدم بريطاني في مركز جناح ‏. لعب مع برادفورد سيتي وسانت جونستون ومانشستر يونايتد ونادي أردريونيانز وميدستون يونايتد وArthurlie F.C. ‏.